# Procesul paramastoidian
Procesul paramastoidian (Processus paramastoideus) este o proeminență mică osoasă inconstantă a feței exocraniană a porțiunii laterale a osului occipital, situată pe fața inferioară a procesului jugular; se  îndreaptă spre procesul transvers al atlasului cu care se poate articula.